# مسابقه مرگ ۲۰۰۰
مسابقه مرگ ۲۰۰۰ (انگلیسی: Death Race 2000) فیلمی در ژانر اکشن و علمی–تخیلی به کارگردانی پال بارتل و تهیه‌کنندگی راجر کورمن برای کمپانی نیو ورلد پیکچرز است. این فیلم که در یک جامعه آمریکایی در سال ۲۰۰۰ اتفاق می‌افتد، بر مسابقه مرگبار جاده‌ای بین قاره‌ای تمرکز دارد که در آن شرکت‌کنندگان با حمله و کشتن عابران پیاده امتیاز کسب می‌کنند. دیوید کارادین در نقش "فرانکشتاین"، قهرمان پیشرو این مسابقه، که توسط یک جنبش شورشی زیرزمینی که به دنبال لغو این مسابقه است، هدف قرار می‌گیرد، بازی می‌کند. و بازیگران دیگر این فیلم عبارتند از سیلوستر استالونه  سیمون گریفیت، مری ورونوف، مارتین کوو و دان استیل است که در سال ۱۹۷۵ منتشر شد.

## داستان
پس از «سقوط جهانی سال ۷۹»، ناآرامی‌های مدنی گسترده و ویرانی اقتصادی رخ داد. دولت ایالات متحده به یک رژیم تمامیت‌خواه تحت حکومت نظامی تبدیل شد. برای آرام کردن مردم، دولت مسابقه جاده‌ای بین قاره‌ای را ایجاد کرد، جایی که گروهی از رانندگان با ماشین‌های پرقدرت خود در سراسر کشور مسابقه می‌دهند و به خاطر خشونت، خونریزی و کشته شدن عابران پیاده بی‌گناه برای کسب امتیاز بیشتر بدنام است.
در سال ۲۰۰۰، پنج راننده در بیستمین مسابقه سالانه، که همگی به سبک کشتی حرفه‌ای شخصیت‌پردازی می‌کنند و ماشین‌هایی با تم‌های مناسب می‌رانند، شامل فرانکنشتاین، قهرمان مرموز سیاه‌پوش و قهرمان ملی؛ ماشین‌گان جو ویتربو، یک گانگستر شیکاگویی؛ کالامیتی جین، یک دختر گاوچران؛ ماتیلدای هون، یک نئو نازی؛ و نرو قهرمان، یک گلادیاتور رومی می‌شوند. جو، قهرمان مقام دوم، مصمم‌ترین فرد برای شکست دادن فرانکنشتاین و پیروزی در مسابقه است.
یک گروه مقاومت به رهبری توماسینا پین قصد دارد با خرابکاری در مسابقه، کشتن اکثر رانندگان و گروگان گرفتن فرانکنشتاین به عنوان اهرم فشاری علیه آقای رئیس جمهور، علیه رژیمی که در حال حاضر توسط مردی با نام مستعار آقای رئیس جمهور رهبری می‌شود، شورش کند. این گروه توسط نوه پین، آنی اسمیت، که جهت‌یاب فرانکنشتاین است، یاری می‌شود. او قصد دارد فرانکنشتاین را به دام بیندازد تا او را با یک بدل جایگزین کند. با وجود پخش سراسری غیرقانونی که توسط خود خانم پین انجام شده بود، اختلال در مسابقه توسط مقاومت توسط دولت لاپوشانی می‌شود و در عوض فرانسوی‌ها مقصر شناخته می‌شوند، که همچنین به خاطر خراب کردن اقتصاد و سیستم تلفن کشور مقصر شناخته می‌شوند.
در ابتدا، به نظر می‌رسد نقشه مقاومت به ثمر نشسته است: نِرو قهرمان وقتی کشته می‌شود که «بچه‌ای» که برای کسب امتیاز از رویش رد می‌شود، معلوم می‌شود بمب بوده است، ماتیلدای هون در حالی که از یک مسیر انحرافی ساختگی که توسط مقاومت ایجاد شده بود، رانندگی می‌کند، از صخره به پایین پرت می‌شود و کالامیتی جین، که شاهد مرگ ماتیلدای هون بوده، سهواً از روی یک مین زمینی عبور می‌کند. به این ترتیب فقط فرانکنشتاین و جو مسلسل در مسابقه باقی می‌مانند. از آنجایی که فرانکنشتاین با بی‌تفاوتی از هر سوء قصدی که در طول مسابقه به جانش می‌شود، جان سالم به در می‌برد، آنی متوجه می‌شود که ماسک و صورت تغییر شکل یافته فرانکنشتاین صرفاً یک لباس مبدل است. او در واقع یکی از افراد تحت تکفل ایالت است که منحصراً برای مسابقه دادن تحت آن هویت آموزش دیده‌اند و هر بار که می‌میرند یا به طرز وحشیانه‌ای مثله می‌شوند، مخفیانه جایگزین می‌شوند تا فرانکنشتاین فناناپذیر به نظر برسد.
فرانکنشتاین فعلی نقشه خود برای کشتن آقای رئیس جمهور را برای آنی فاش می‌کند: وقتی در مسابقه برنده می‌شود و با آقای رئیس جمهور دست می‌دهد، نارنجکی را که در دست راست مصنوعی‌اش کار گذاشته شده است، منفجر خواهد کرد. با این حال، نقشه با حمله‌ی ماشین گان جو به فرانکنشتاین خراب می‌شود و آنی مجبور می‌شود او را با استفاده از "نارنجک دستی" فرانکنشتاین بکشد. فرانکنشتاین پس از پیشی گرفتن موفقیت‌آمیز از رانندگان رقیب و گروه مقاومت، برنده اعلام می‌شود. با این حال، او زخمی می‌شود و قادر به اجرای نقشه حمله "نارنجک دستی" اولیه خود نیست. آنی در عوض لباس فرانکنشتاین را می‌پوشد و قصد دارد در حالی که به جای او روی سکو ایستاده است، آقای رئیس جمهور را با چاقو بزند. قبل از اینکه بتواند این کار را انجام دهد، توماسینا به "فرانکنشتاین" شلیک می‌کند، زیرا مطمئن است که او آنی را کشته است. فرانکنشتاین واقعی از این سردرگمی استفاده می‌کند و با ماشین خود به صحنه‌ی آقای رئیس جمهور حمله می‌کند و سرانجام به آرزوی دیرینه‌اش برای کشتن او می‌رسد.
فرانکنشتاین رئیس جمهور جدید می‌شود، با آنی ازدواج می‌کند و توماسینا را به عنوان وزیر امنیت داخلی منصوب می‌کند تا دولت را بازسازی و دیکتاتوری را منحل کند. بروس جونیور، گوینده مسابقه جاده‌ای بین قاره‌ای، با لغو مسابقه مخالفت می‌کند و با گستاخی ادعا می‌کند که مردم به نمایش خشونت نیاز دارند. فرانکنشتاین که از شکایات او آزرده شده است، با ماشین خود به بروس می‌زند و با آنی در میان تشویق و تحسین جمعیت فرار می‌کند.

## بازیگران
- دیوید کارادین به نقش «فرانکشتاین»
- سیمون گریفیت در نقش آنی اسمیت، راهنمای فرانکنشتاین
- سیلوستر استالونه در نقش جو «مسلسل» ویتربو
- روبرتا کالینز در نقش ماتیلدا «هون»
- مارتین کووا در نقش ری «نرو قهرمان» لوناگان
- لوئیزا مورتز در نقش میرا، راهنمای جو
- دان استیل در نقش جونیور بروس، گوینده مسابقه
- کارل بنسن در نقش هارولد، گوینده مسابقه
- سندی مک‌کالوم در نقش آقای رئیس‌جمهور
- پاول لارنس در نقش مأمور ویژه
- وینس ترانکینا در نقش ستوان فیوری
- بیل موری در نقش دیکن
- فرد گراندی در نقش هرمان «آلمانی» اسپوک، راهنمای ماتیلدا

- ویلیام شپرد در نقش پیت، راهنمای جین

- لسلی مک‌ری در نقش کلئوپاترا، راهنمای نرون

- وندی بارتل در نقش لوری

- جک فیوریت در نقش هنری

- سندی ایگنون در نقش مامور اف‌بی‌آی

- جان لندیس به عنوان مکانیک

- دارلا مک‌دانل در نقش روندا بینبریج

- راجر روک در نقش اپراتور رادیو

- وندی دیو در نقش ماساژور بلوند

- پال بارتل
- مری وارناف در نقش جین «کالمیتی جین» کلی
- چارلز بی. گریفیت
- جویس جیمسون در نقش گریس پندر، گوینده مسابقه
- هریت وایت در نقش توماسینا پین

## بازخورد
گیشه
طبق گزارش ورایتی، این فیلم در ایالات متحده ۴.۸ میلیون دلار از محل فروش بلیت به دست آورده است.روایت دیگری می‌گوید ۵.۲۵ میلیون دلار. اما در واقع این فیلم در اولین اکران خود حدود ۱۴ میلیون دلار از ایالات متحده و کانادا فروش داشت.
پاسخ انتقادی اولیه
نقدهای معاصر متفاوت بودند. لارنس ون گلدر از نیویورک تایمز نوشت که این فیلم «چیزی فراتر از سطحی‌نگری در مورد دولت یا شورش برای گفتن ندارد. و در غیاب چنین بیانیه‌ای، به چیزی تبدیل می‌شود که به نظر می‌رسد آن را مسخره کرده است - نمایشی که ماشین را به عنوان ابزاری برای خشونت ستایش می‌کند.»ورایتی این فیلم را «سرگرمی کارتونی اما مؤثر، با چند سکانس اکشن خوب و طنز سیاه فراوان» توصیف کرد. ریچارد کامبز از بولتن ماهانه فیلم نوشت که استعاره‌های کمیک «برای حفظ انسجام فیلم بسیار سست بودند و در فاصله‌ای کوتاه از هرگونه تمثیل پاپ برای آمریکا، تمایل به خودویرانگری داشتند».جین سیسکل از شیکاگو تریبون به فیلم یک ستاره از چهار ستاره داد و نوشت: «شاید احمقانه‌ترین و بی‌مزه‌ترین فیلمی باشد که در پنج سال گذشته دیده‌ام». تام شیلز از واشنگتن پست این فیلم را به عنوان «یکی از فیلم‌های کوچک و کم‌هزینه‌ی درجه دو سال» ستود و افزود: «این فیلم در درجه اول به عنوان نمایشی از هیجان و شور و هیجان طراحی شده است و از این نظر، می‌توان آن را یک موفقیت بزرگ دانست.» کوین توماس از لس‌آنجلس تایمز نیز نظر مثبتی داشت و آن را «یک فیلم اکشن کوچک و خوب با ایده‌های بزرگ» خواند و کارادین را در نقشش «فوق‌العاده» دانست.در یک نقد گذشته‌نگر در فوریه ۲۰۲۱، جیمز براردینلی به فیلم ۱ ستاره از ۴ ستاره داد؛ او گفت که این فیلم شبیه به فیلم‌های امروزی بلوم‌هاوس است، زیرا راجر کورمن نیز بسیاری از این نوع فیلم‌های ترسناک/اکسپلویتیشن کم‌بودجه را ساخته و برخی از آنها خوب بودند/هستند اما بیشتر آنها خوب نیستند، و به سادگی فیلم ۱۹۷۵ را با "بد" خواندن آن خلاصه کرد.
راجر ایبرت در نقد خود به این فیلم هیچ ستاره‌ای نداد، خشونت آن را به سخره گرفت و از جذابیت آن برای کودکان خردسال ابراز تاسف کرد.با این حال، طی نقدی بر فیلم سریع و خشمگین در برنامه‌ی «ایبرت و روپر و سینما»، ایبرت فیلم «مسابقه‌ی مرگ ۲۰۰۰» را به عنوان بخشی از «سنت بزرگ فیلم‌های درایو-این تابستانی» نامید که «ذهنیت بهره‌برداری تابستانی را به شیوه‌ای هوشمندانه» در بر می‌گیرد.اگرچه ایبرت اشاره کرد که دهه‌ها بعد فیلم را به اندازه سال ۱۹۷۵ افتضاح نمی‌داند، اما تصریح کرد که امتیاز صفر ستاره اولیه‌اش را نیز تغییر نخواهد داد یا رد نخواهد کرد.او همچنین نقد تندی بر فیلم «مسابقه مرگ» محصول ۲۰۰۸ ارائه داد.
بررسی‌های گذشته‌نگر
این فیلم در طول سال‌ها تحسین منتقدان را به خود جلب کرده است و بر اساس ۳۹ نقد، امتیاز ۸۲٪ را در راتن تومیتوز با میانگین امتیاز ۶.۸ از ۱۰ به خود اختصاص داده است که آن را "تازه" می‌نامند. اجماع منتقدان این سایت بیان می‌کند: مسابقه مرگ ۲۰۰۰ یک فیلم کلاسیک سرگرم‌کننده و پرجنب‌وجوش است که از خشونت فوق‌العاده بی‌رحمانه‌اش، هیجان‌های واقعی را به ارمغان می‌آورد."متاکریتیک که از میانگین وزنی استفاده می‌کند، بر اساس نظر ۱۴ منتقد، امتیاز ۵۸ از ۱۰۰ را به فیلم اختصاص داد که نشان‌دهنده‌ی نقدهای «مختلط یا متوسط» است.
این فیلم مدت‌هاست که به عنوان یک اثر کالت هیت (موفق) شناخته می‌شود و اغلب برتر از «رولربال»، یک درام استودیویی بزرگ بسیار پرهزینه‌تر که بعداً در همان سال اکران شد، تلقی می‌شد؛ یک فیلم ورزشی علمی تخیلی دیگر با ژانر پادآرمان‌شهری که به طور مشابه بر استفاده از ورزش‌های خطرناک به عنوان «افیون» برای توده مردم تمرکز دارد.